# قسم أوجان الغربي الريفي (مقاطعة بستان أباد)
قسم أوجان الغربي الريفي (بالفارسية: دهستان اوجان غربی) هي منطقة ريفية تقع في إيران في قسم. يقدر عدد سكانها بـ 10,458 نسمة .